# Liubov Kremliova
Liubov Kremliova (Unión Soviética, 21 de diciembre de 1961) es una atleta soviética retirada especializada en la prueba de 3000 m, en la que consiguió ser medallista de bronce mundial en pista cubierta en 1991.

## Carrera deportiva
En el Campeonato Mundial de Atletismo en Pista Cubierta de 1991 ganó la medalla de bronce en los 3000 metros, con un tiempo de 8:51.90 segundos, tras la francesa Marie-Pierre Duros y la rumana Margareta Keszeg.